# 古参闘士名誉章

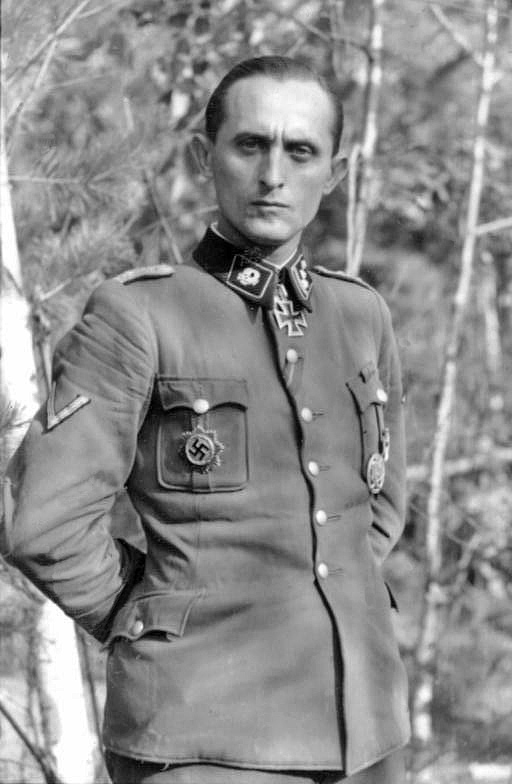
制服の上衣右袖に古参闘士名誉章を佩用する親衛隊大尉マックス・ゼーラ

古参闘士名誉章（独: Ehrenwinkel der Alten Kämpfer、英: Honour Chevron for the Old Guard）は、ナチ党の記章であり、1934年2月に親衛隊や突撃隊などのいわゆる「国家社会主義闘争団体」の隊員にアドルフ・ヒトラーから授与された。1942年以降は、すべての警察署本部、消防本部および緊急技術援助隊の要員にも授与されるようになった。
第二次世界大戦の勃発以降は、精巧なアルミニウムと金による刺繡から、よりシンプルなシルバーグレーまたはダークイエローの綿の組紐に、2本の黒の細紐を配したものに切り替えられた。この時期から、当初授与されたものは屋内勤務時や儀礼用正装にのみ佩用されるようになった。

## 名誉章の構造
ナチ党の古参党員、いわゆる「アルター・ケンプファー（古参闘士）」に授与された古参闘士名誉章は、角度60度に並べた幅10mmの金または銀色のアルミニウム編組線で構成されていた。当初は、9×8cmの台布の上に編組線を縫い付けたものであったが、第二次世界大戦中の1939年以降からは物資の節約のため、幅約12mmの台布に編組線を縫い付けて、60度に折り返して作られるようになった。なお、9×8cmという寸法は変更されなかった。
古参闘士名誉章は、党の政治指導部を除く、いくつかの党組織で採用され、制服の右上腕部に佩用された。また、入党時期によらず、特別な功績に対して授与されることもあり、これは主に1930年代半ば以降にナチ党またはその関連組織に加入した者が対象であった。ただし、授与にあたっては、ナチ党の政権掌握以前から積極的に党活動へ参加していたかを証明する必要があった。

## 突撃隊名誉章

SA古参闘士名誉章

1934年2月に導入された突撃隊名誉章は、褐色の台布にアルミ線を織り込んだ金色の組紐を縫い付けたもので、約1cmの間隔で2本の赤い細紐が配されていた。1933年1月30日以前にナチ党に入党した党員番号30万番代未満の全突撃隊員に授与され、階級は無関係だったので、兵卒も将校も同様に佩用した。
しかし、早くも1934年9月には帯章に切り替えられ、入隊年次により複数の異なる幅の帯章を制服上衣の両袖口に佩用するようになった。
- 1925年：幅12mmの帯2本＋幅4mmの帯2本
- 1926年：幅12mmの帯2本＋幅4mmの帯1本
- 1927年：幅12mmの帯2本
- 1928年：幅12mmの帯1本＋幅4mmの帯2本
- 1929年：幅12mmの帯1本＋幅4mmの帯1本
- 1930年：幅12mmの帯1本
- 1931年：幅4mmの帯2本
- 1932年-1933年1月30日：幅4mmの帯1本

## 国家社会主義自動車軍団名誉章
国家社会主義自動車軍団（NSKK）はもとは突撃隊の内部組織であったため、名誉章の授与基準は突撃隊と同じであった。NSKK名誉章はNSKK団員バッジの下に佩用された。3種類のバリエーションがあり、一つは褐色の台布に銀の組紐を縫い付け、約1cmの間隔で2本の褐色の細紐を配したもの、もう一つは台布・細紐とも黒としたものであり、礼服（突撃隊の茶色のシャツに黒の乗馬ズボン）だけでなく制服（灰緑色の上衣に黒の乗馬ズボン）に佩用した。モーターボートの操縦資格を持つ海上勤務の団員は海軍に準じた制服を着用していたため、濃い青の台布に金色の組紐を組み合わせたものが授与された。多くの場合、NSKK団員バッジを名誉章と組み合わせて佩用した。

## 国家社会主義航空軍団名誉章
国家社会主義航空軍団（NSFK）もNSKK同様にもとは突撃隊の内部組織であったため、名誉章の授与基準も突撃隊と同じであった。名誉章は淡褐色の台布に銀の組紐を縫い付け、約1cmの間隔での2本の褐色の細紐を配したものであった。NSFK礼服（突撃隊の茶色のシャツに青灰色の乗馬ズボン）および制服（青灰色の上衣に青灰色の乗馬ズボン）に佩用した。

## 親衛隊名誉章
親衛隊名誉章も突撃隊名誉章から派生したもので、1934年12月にアドルフ・ヒトラーから授与された。突撃隊とは授与基準が異なり、親衛隊では親衛隊員番号5万番以内の者か、親衛隊員番号5万番以降だが党員番号30万番以内の者に授与された。これは、1933年1月30日までに入党した者であること、という意味であった。親衛隊名誉章は、約1cmの間隔で2本の黒の細紐を配した銀の組紐からなっており、当初は黒の台布に縫い付けられていたが、1939年頃から黒の細紐は単なる黒い縦縞に置き換えられた。名誉章はすべての親衛隊制服に佩用するものとされ、武装親衛隊員で名誉章の佩用資格がある者も同様であった。

## 警察およびヴァイマル共和国軍出身の親衛隊員用星付名誉章
警察およびヴァイマル共和国軍から親衛隊に入隊した者を対象とする名誉章は、親衛隊名誉章から派生して1934年12月15日に導入された。対象者は警察またはヴァイマル共和国軍から親衛隊に入隊した者とされた。名誉章は親衛隊名誉章と概ね同じであったが、中央に十稜星が刺繍されており、佩用者が警察またはヴァイマル共和国軍（1935年以降はドイツ国防軍）の出身であることを示していた。これは正式には親衛隊星付名誉章（SS-Ehrenwinkel mit Stern）と呼ばれ、親衛隊および武装親衛隊のあらゆる制服に佩用された。

## 警察、消防隊、緊急技術援助隊用名誉章

警察古参闘士名誉章

1942年10月から、1933年1月30日の政権掌握以前にナチ党に入党していたか、突撃隊・国家社会主義自動車軍団・親衛隊などの関連組織に加入していた警察、消防隊、緊急技術援助隊の要員にも、親衛隊名誉章を制服に佩用する権利が与えられた。ただし、台布の色はそれぞれの所属組織の制服の色に合わせたものが用意された。一般隊員や将校は標準の親衛隊名誉章を佩用したが、将官は金色の組紐を用いた親衛隊名誉章を佩用した。

## 鉄兜団名誉章

鉄兜団古参闘士名誉章

元鉄兜団員に授与された名誉章は独自のもので、後の国家社会主義帝国退役軍人協会名誉章に基づいている。 1933年から1934年にかけて突撃隊または親衛隊に編入された元鉄兜団員に授与するものとして、1935年12月15日に導入された。これは、佩用者が、鉄兜団が突撃隊第二予備役として吸収される以前からナチ党員であったか、レーム粛清以前に親衛隊員であったことを示すものであった。
鉄兜団名誉章は2本の黒い織物の帯からなっており、中央で灰色の約5mmのアルミニウム製ネジにより分離されていた。寸法は他の名誉章と同じく9×8cmとされた。当初はアースグレーの制服にのみ佩用するものとされ、親衛隊特務部隊に所属する元鉄兜団員は、親衛隊の黒い制服に佩用することはなかった。他の名誉章とは異なり、鉄兜団名誉章は左上腕に佩用した。
1942年10月には通常の親衛隊名誉章に切り替えられた。

## 受章者
- マックス・アマン（党員番号：3）
- フィリップ・ボウラー（党員番号：12）
- カール・カウフマン（党員番号：95）
- フリードリヒ・ヒルデブラント（党員番号：3,653）
- ハンス・ヴァインライヒ（党員番号：5,920）
- ヴァルター・ブーフ（党員番号：7,733）
- ヴィルヘルム・グリム（党員番号：10,134）
- マルティン・ボルマン（党員番号：60,508）
- アルベルト・フォルスター（親衛隊員番号：158）
- ハインリヒ・ヒムラー（親衛隊員番号：168）
- フリッツ・ヴァイツェル（親衛隊員番号：408）
- クルト・ダリューゲ（親衛隊員番号：1,119）
- ヨーゼフ・ディートリッヒ（親衛隊員番号：1,177）
- フリードリヒ・カール・フォン・エーベルシュタイン（親衛隊員番号：1,386）
- テオドール・アイケ（親衛隊員番号：2,921）
- アウグスト・ハイスマイヤー（親衛隊員番号：4,370）
- ラインハルト・ハイドリヒ（親衛隊員番号：10,120）
- フランツ・クサーヴァー・シュヴァルツ（親衛隊員番号：38,500）
- ヨハン・バウア（党員番号：48,113; 親衛隊員番号：171,865）
- フェリックス・シュタイナー（親衛隊員番号：253,351）
- レオ・フォン・イエナ（名誉称号として授与）
- カール・ハンケ（党員番号：102,606; 親衛隊員番号：203,103）
- フリードリヒ・ヴィルヘルム・クリューガー（党員番号：171,199; 親衛隊員番号：6,123）